# Erling Bjørnson

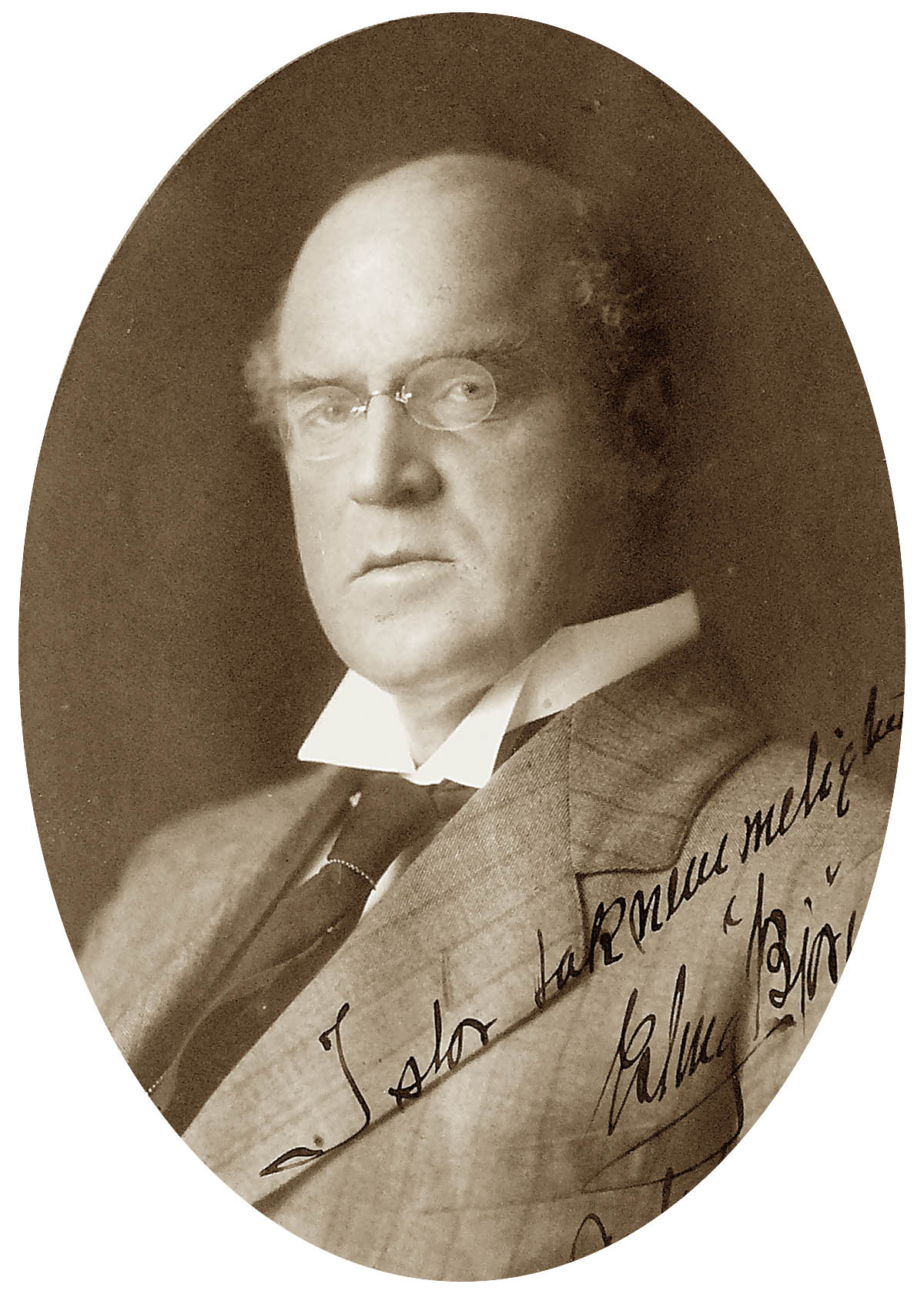
Erling Bjørnson

Erling Bjørnson (ur. 19 kwietnia 1868 w Kopenhadze, zm. 7 grudnia 1959 w Gausdal) – norweski polityk.
Syn pisarza i noblisty Bjørnstjerne Bjørnsona. Krótko prowadził gospodarstwo rodzinne Aulestad. W roku 1933 wybrany do parlamentu Norwegii z okręgu Oppland. Wybrany ponownie w roku 1936. W czasie II wojny światowej był aktywnym członkiem faszystowskiej partii Nasjonal Samling.